# Melita Šojat-Bošnjak
Melita Šojat-Bošnjak (Zagreb, 20. veljače 1917. – Zagreb, 27. veljače 2009.), hrvatska slikarica

## Životopis
Rodila se je u Zagrebu 1917. godine. Slikarski radovi nadahnuti su joj Bokom kotorskom. Supruga je priznatog hrvatskog slikara Antuna Šojata.